# The Screaming Blue Messiahs
The Screaming Blue Messiahs was een in 1983 in Londen opgerichte Britse band, die elementen verbond uit blues, countrymuziek, punk en rockabilly.

## Bezetting
- Bill Carter[4] (zang, gitaar)
- Chris Thompson[5] (basgitaar)
- Kenny Harris[6] (drums)

## Geschiedenis
Voorgaande bands waren The Small Brothers en Motor Boys Motor. Hun eerste lp (minialbum) Good and Gone, bleef zes maanden lang in de zelfstandige hitlijst. Ze brachten drie albums uit bij Major Records en hadden in 1987 de Britse top 40-hit I wanna be a flintstone (#28). Na hun derde album werden ze door het platenlabel gedumpt en korte tijd later werd de band ontbonden.

## Discografie
- 1984: Good and Gone (mini-album)
- 1986: Gun-Shy
- 1987: Bikini Red
- 1989: Totally Religious
- 1992: BBC Radio 1 Live in Concert